# Chanaz
Chanaz és un municipi francès situat al departament de la Savoia i a la regió d'Alvèrnia-Roine-Alps. L'any 2007 tenia 493 habitants.

## Demografia

### Població
El 2007 la població de fet de Chanaz era de 493 persones. Hi havia 211 famílies de les quals 66 eren unipersonals (29 homes vivint sols i 37 dones vivint soles), 66 parelles sense fills, 50 parelles amb fills i 29 famílies monoparentals amb fills.
La població ha evolucionat segons el següent gràfic:
Habitants censats

### Habitatges
El 2007 hi havia 322 habitatges, 217 eren l'habitatge principal de la família, 84 eren segones residències i 20 estaven desocupats. 274 eren cases i 42 eren apartaments. Dels 217 habitatges principals, 157 estaven ocupats pels seus propietaris, 51 estaven llogats i ocupats pels llogaters i 9 estaven cedits a títol gratuït; 1 tenia una cambra, 17 en tenien dues, 45 en tenien tres, 60 en tenien quatre i 94 en tenien cinc o més. 160 habitatges disposaven pel capbaix d'una plaça de pàrquing. A 115 habitatges hi havia un automòbil i a 90 n'hi havia dos o més.

### Piràmide de població
La piràmide de població per edats i sexe el 2009 era:
| Homes | Edats   | Dones |
| ----- | ------- | ----- |
| 0     | 95 o +  | 0     |
| 0     | 90 a 94 | 0     |
| 4     | 85 a 89 | 8     |
| 0     | 80 a 84 | 0     |
| 8     | 75 a 79 | 8     |
| 8     | 70 a 74 | 8     |
| 12    | 65 a 69 | 20    |
| 8     | 60 a 64 | 16    |
| 12    | 55 a 59 | 4     |
| 20    | 50 a 54 | 20    |
| 8     | 45 a 49 | 16    |
| 36    | 40 a 44 | 12    |
| 20    | 35 a 39 | 32    |
| 12    | 30 a 34 | 12    |
| 4     | 25 a 29 | 4     |
| 12    | 20 a 24 | 0     |
| 12    | 15 a 19 | 20    |
| 32    | 10 a 14 | 24    |
| 24    | 5 a 9   | 16    |
| 12    | 0 a 4   | 12    |

## Economia
El 2007 la població en edat de treballar era de 320 persones, 233 eren actives i 87 eren inactives. De les 233 persones actives 217 estaven ocupades (126 homes i 91 dones) i 16 estaven aturades (6 homes i 10 dones). De les 87 persones inactives 31 estaven jubilades, 27 estaven estudiant i 29 estaven classificades com a «altres inactius».

### Ingressos
El 2009 a Chanaz hi havia 225 unitats fiscals que integraven 502,5 persones, la mediana anual d'ingressos fiscals per persona era de 17.499 €.

### Activitats econòmiques
Dels 30 establiments que hi havia el 2007, 2 eren d'empreses alimentàries, 2 d'empreses de fabricació d'altres productes industrials, 3 d'empreses de construcció, 7 d'empreses de comerç i reparació d'automòbils, 3 d'empreses de transport, 7 d'empreses d'hostatgeria i restauració, 2 d'empreses d'informació i comunicació, 1 d'una empresa financera, 1 d'una empresa immobiliària, 1 d'una empresa de serveis i 1 d'una empresa classificada com a «altres activitats de serveis».
Dels 12 establiments de servei als particulars que hi havia el 2009, 1 era una oficina de correu, 2 tallers de reparació d'automòbils i de material agrícola, 1 paleta, 1 guixaire pintor, 1 fusteria, 1 electricista, 1 perruqueria i 4 restaurants.
Dels 3 establiments comercials que hi havia el 2009, 1 era una botiga de menys de 120 m², 1 una fleca i 1 una botiga de material esportiu.
L'any 2000 a Chanaz hi havia 4 explotacions agrícoles.

## Equipaments sanitaris i escolars
El 2009 hi havia una escola elemental integrada dins d'un grup escolar amb les comunes properes formant una escola dispersa.

## Poblacions més properes
El següent diagrama mostra les poblacions més properes.